# Бонд-стріт
Бонд-стріт (англ. Bond Street) — з XVIII століття вулиця елітних бутіків і магазинів в лондонському районі Мейфер. Одна з головних вулиць торгового району Вест-Енд, поряд з прилеглими Ріджент-стріт і Оксфорд-стріт. Формально єдиної Бонд-стріт не існує, вона складається з південної «старої» і північної «нової» частин (англ. Old Bond Street та англ. New Bond Street), які примикають до Оксфорд-стріт і Пікаділлі, відповідно.

## Історія
Вулиця отримала свою назву від Томаса Бонда, глави синдикату забудовників, який в 1683 р. викупив прилеглий квартал, розчистив територію і почав бурхливу забудову різною нерухомістю. Синдикат також побудував Доувер-стріт і Албемарл-стріт. Будівництво просувалося переважно з півдня на північ, при цьому південна частина вулиці називалася Старою Бонд-стріт, а північна, відповідно, Новою Бонд-стріт. На карті 1746 Бонд-стріт показана забудованою повністю.
Колись Бонд-стріт була відома завдяки своїм антикварним крамницям і магазинам, які торгували витворами мистецтва. Понад сто років на цій вулиці знаходився лондонський офіс аукціонного будинку Сотбіс. Також від дня свого заснування в 1876 році тут розташовано Fine Art Society. Деякі з магазинів працюють досі, але більшість приміщень зайнято модними бутіками, в тому числі філіями наймодніших і дорогих світових брендів. Також є кілька ювелірних магазинів. Однією з визначних пам'яток Бонд-стріт є статуя «Союзники», що зображає Вінстона Черчилля і Франкліна Делано Рузвельта, що розмовляли на лавці.
В останні роки конкуренцію Бонд-стріт, як головній модній вулиці Лондона, створює Слоун-стріт, розташована неподалік.

## Культура
Бонд-стріт часто згадується в художній літературі, наприклад у романі Джейн Остін «Чуття і чуттєвість», Сюзанни Кларк «Джонатан Стрейндж та містер Норрелл» («наймодніші крамниці в усьому королівстві») і в романі Вірджинії Вульф «Місис Делловей». З XVIII століття Бонд-стріт використовується як загальне позначення місць прогулянок модників і модниць. Наприклад: «Та ти немов з Бонд-стріт» (мовиться про людину, одягнену за останніми віяннями моди).

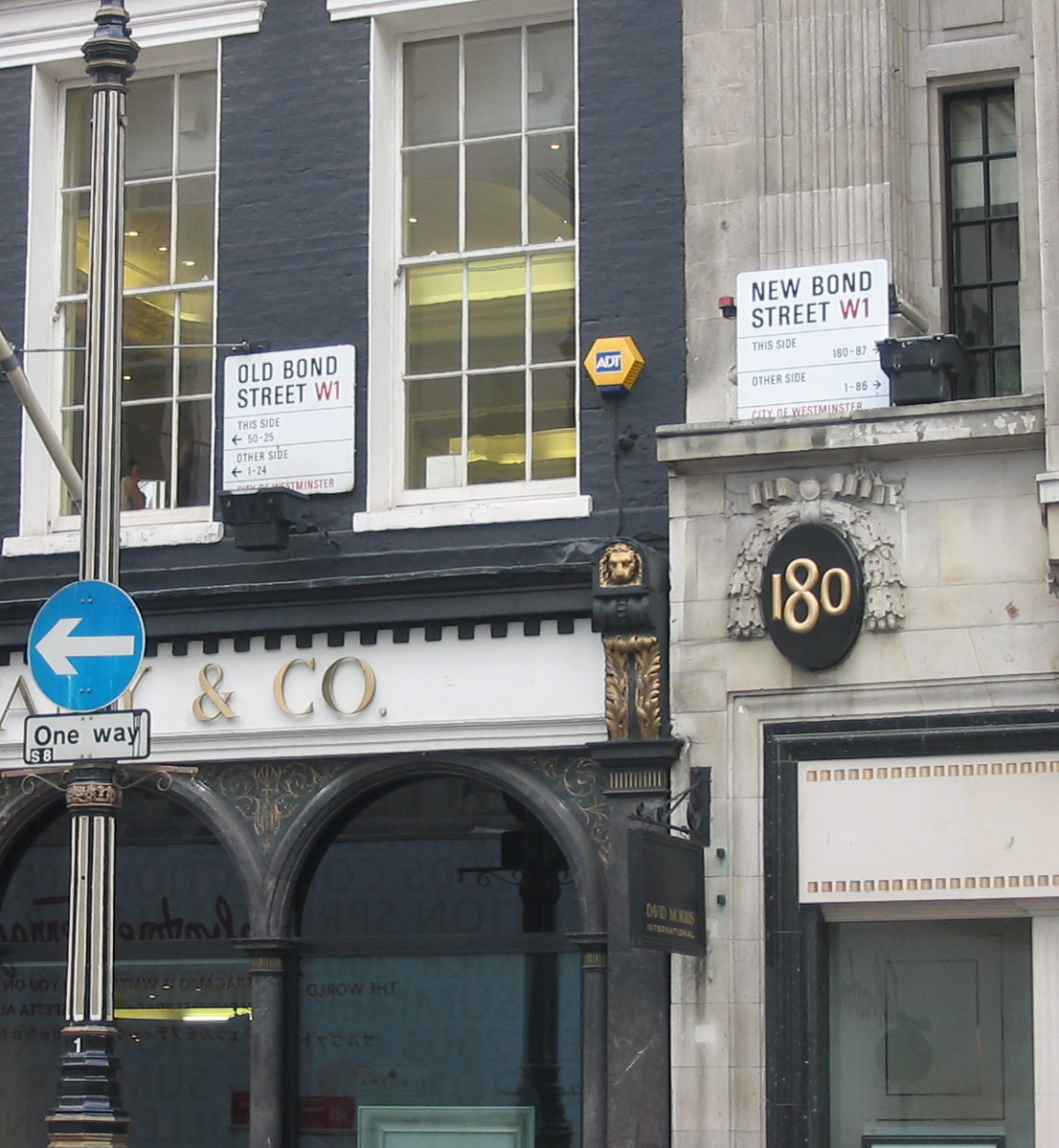
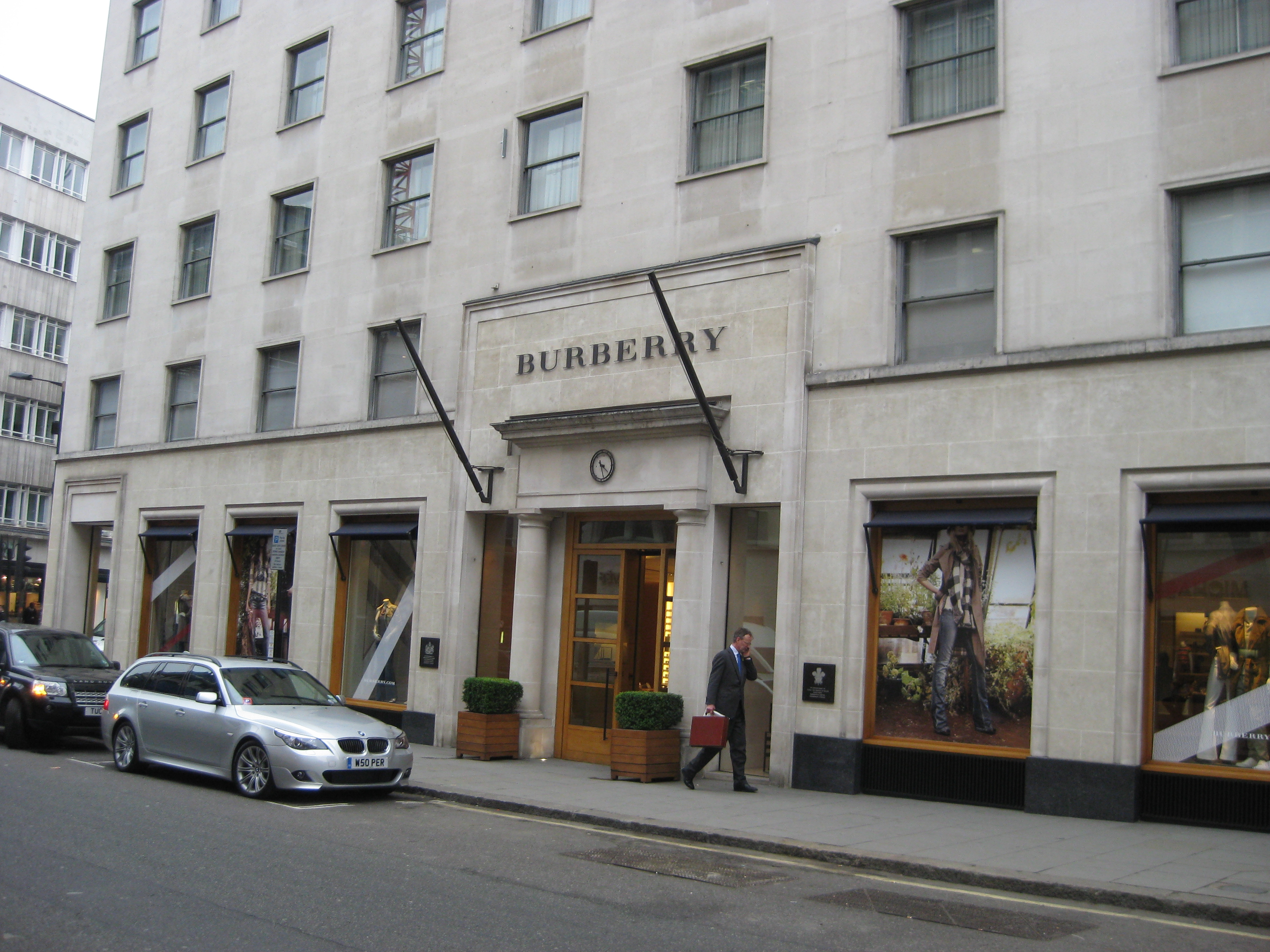
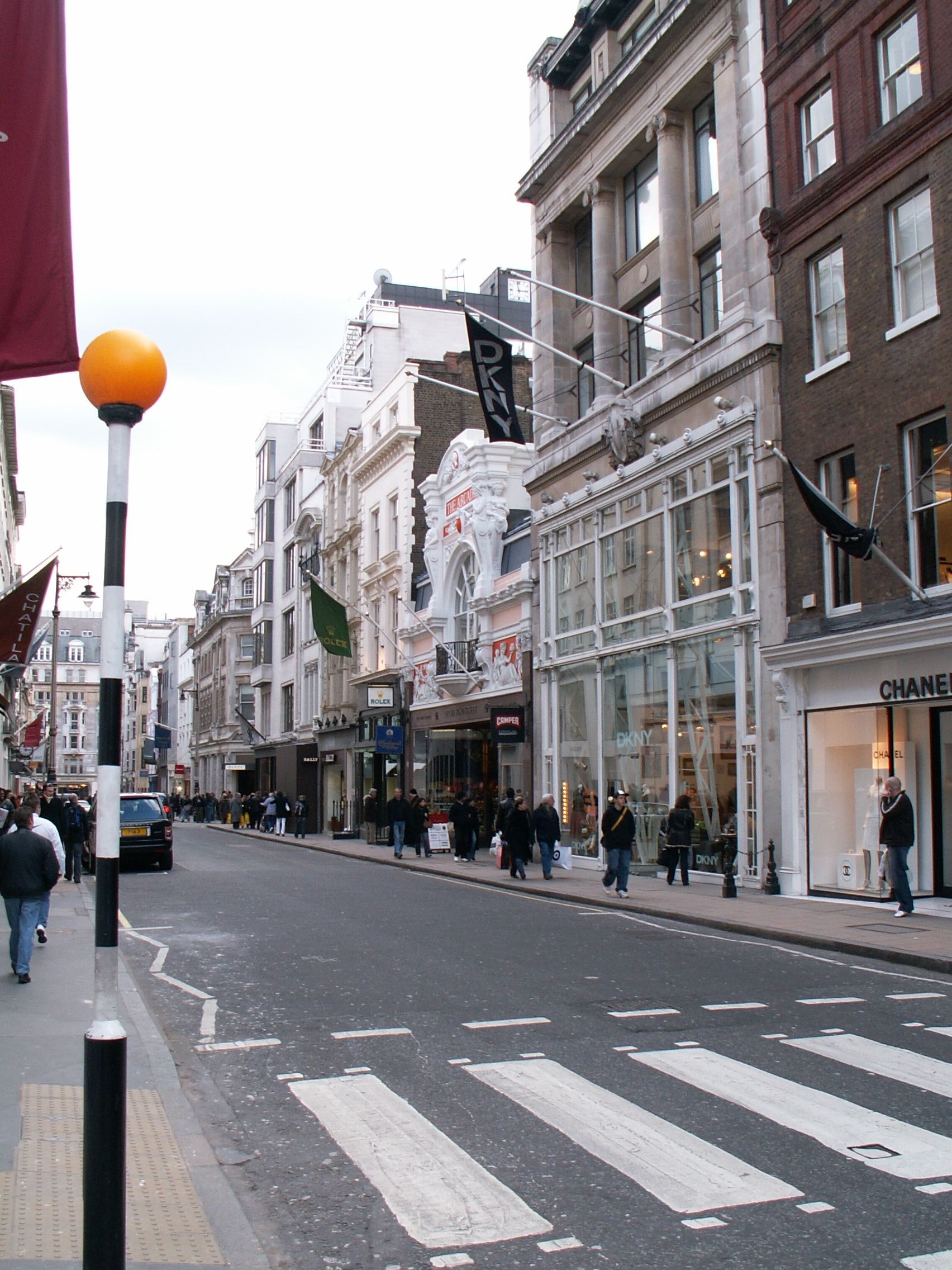
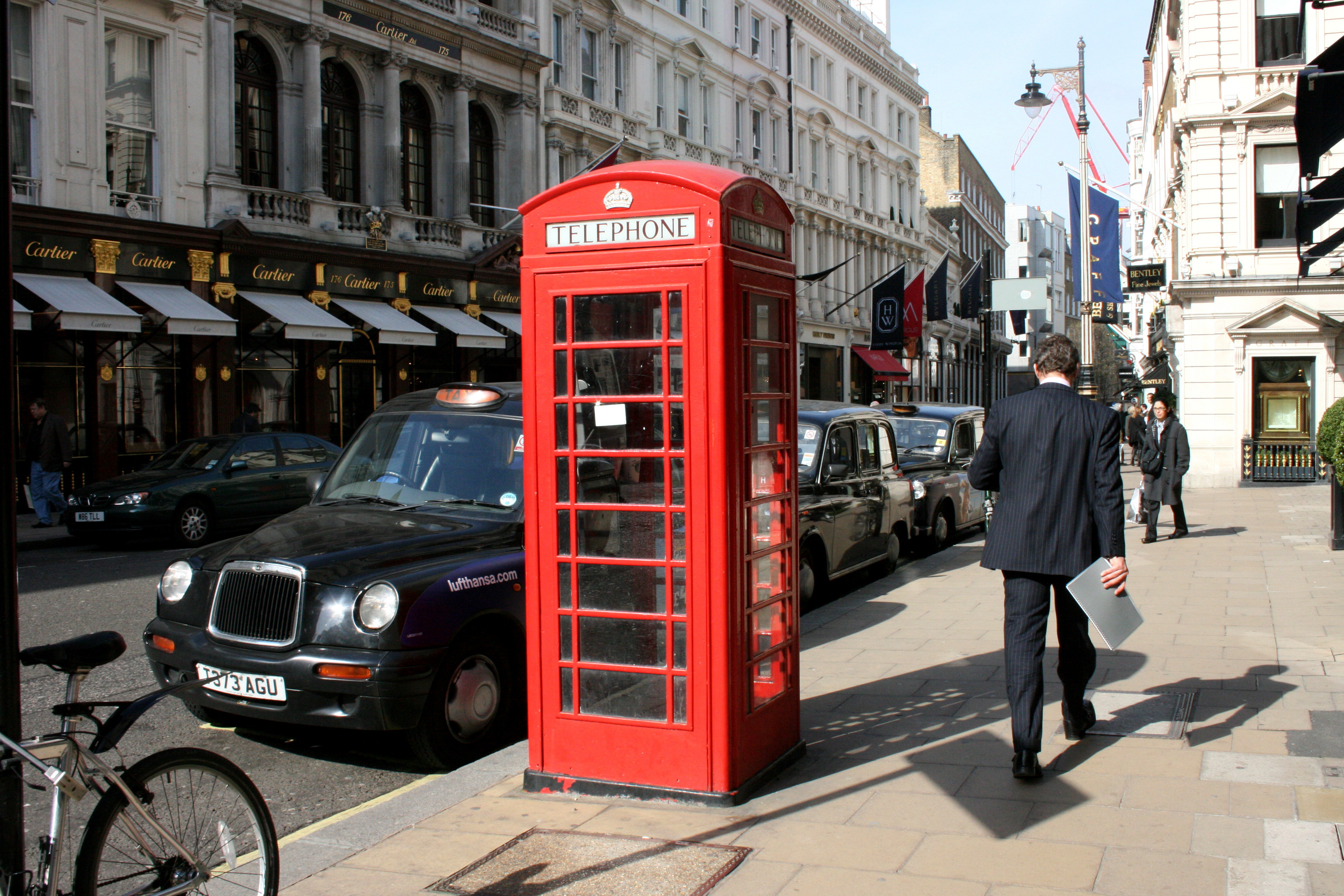
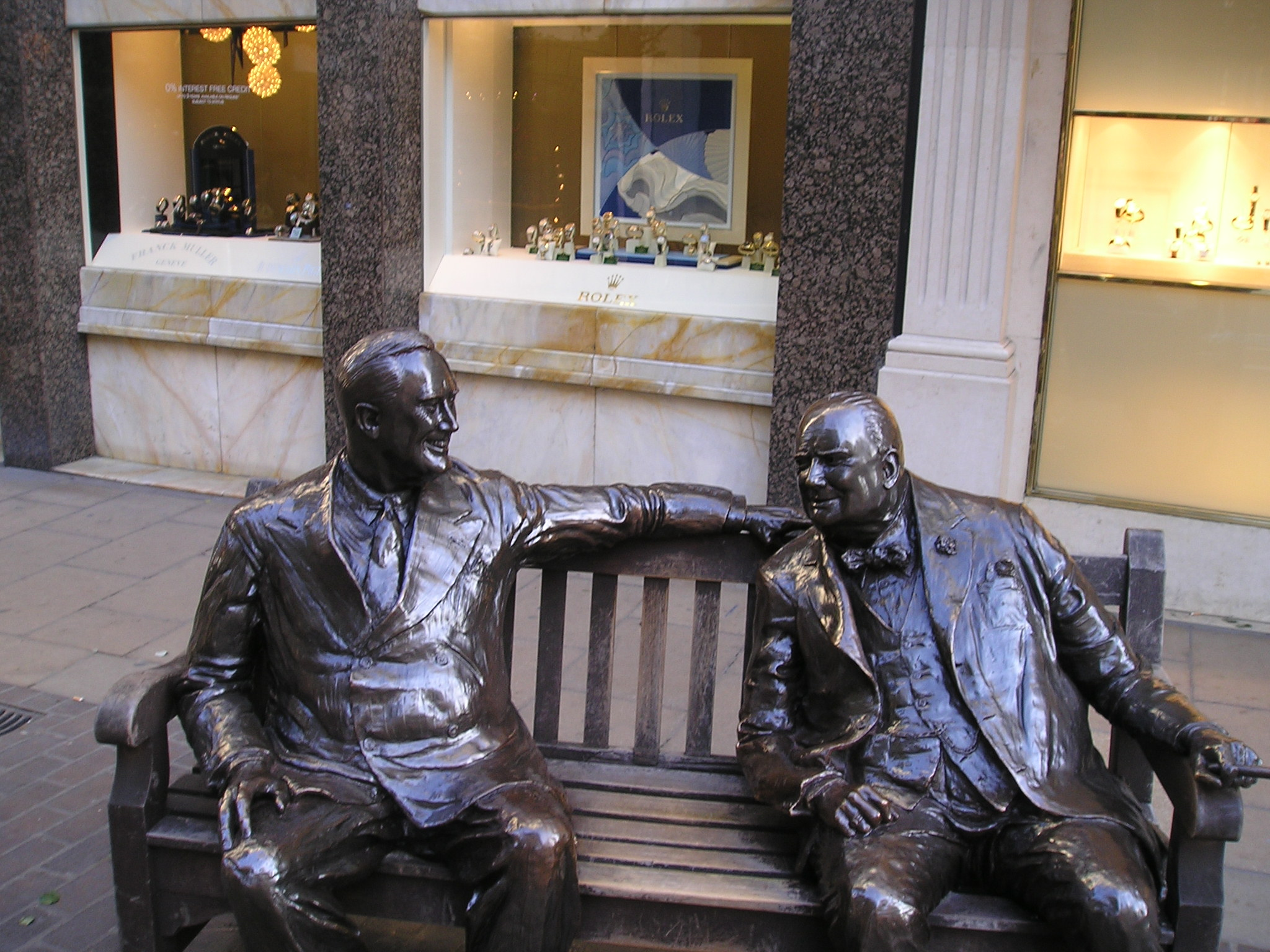
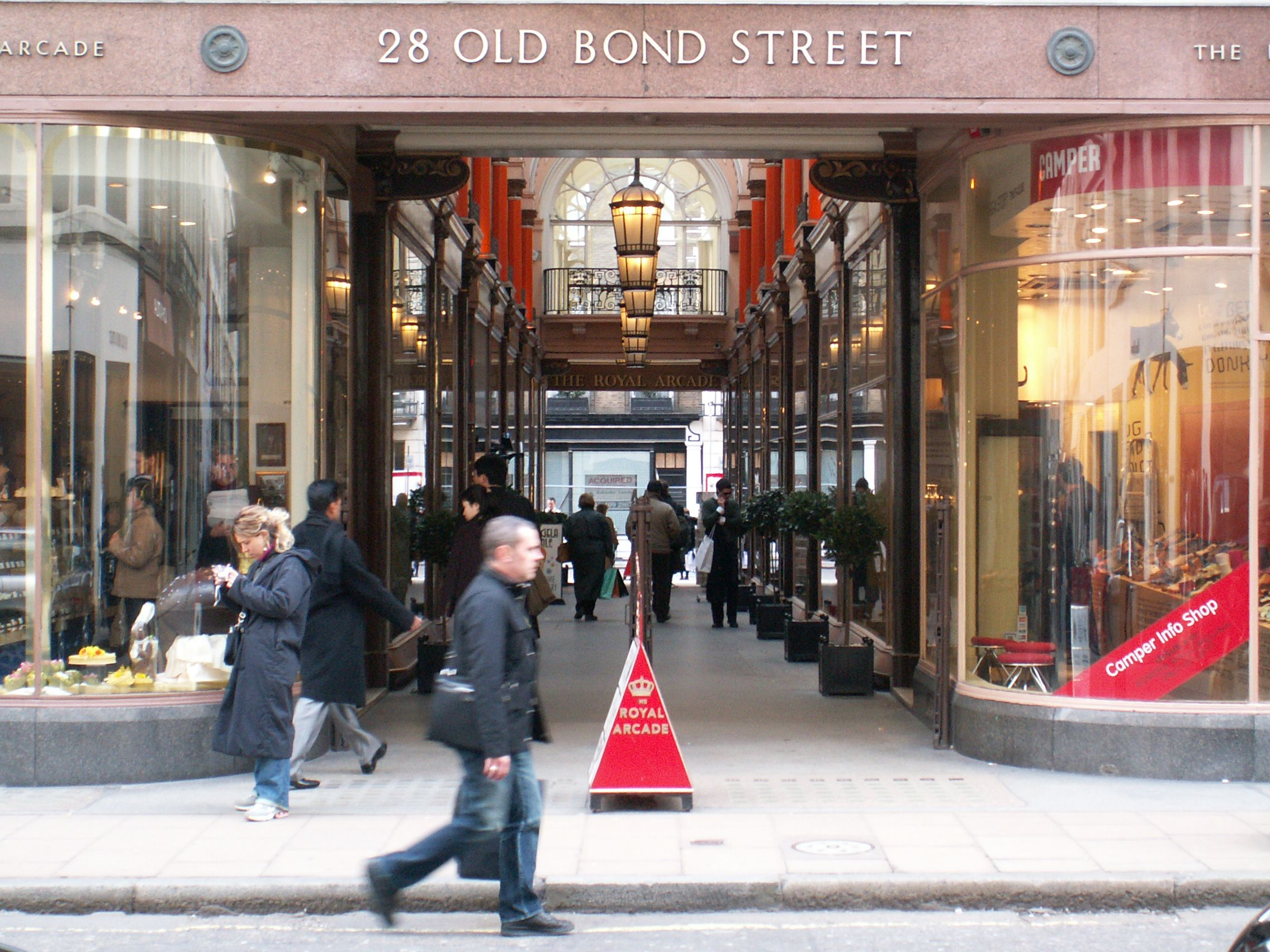
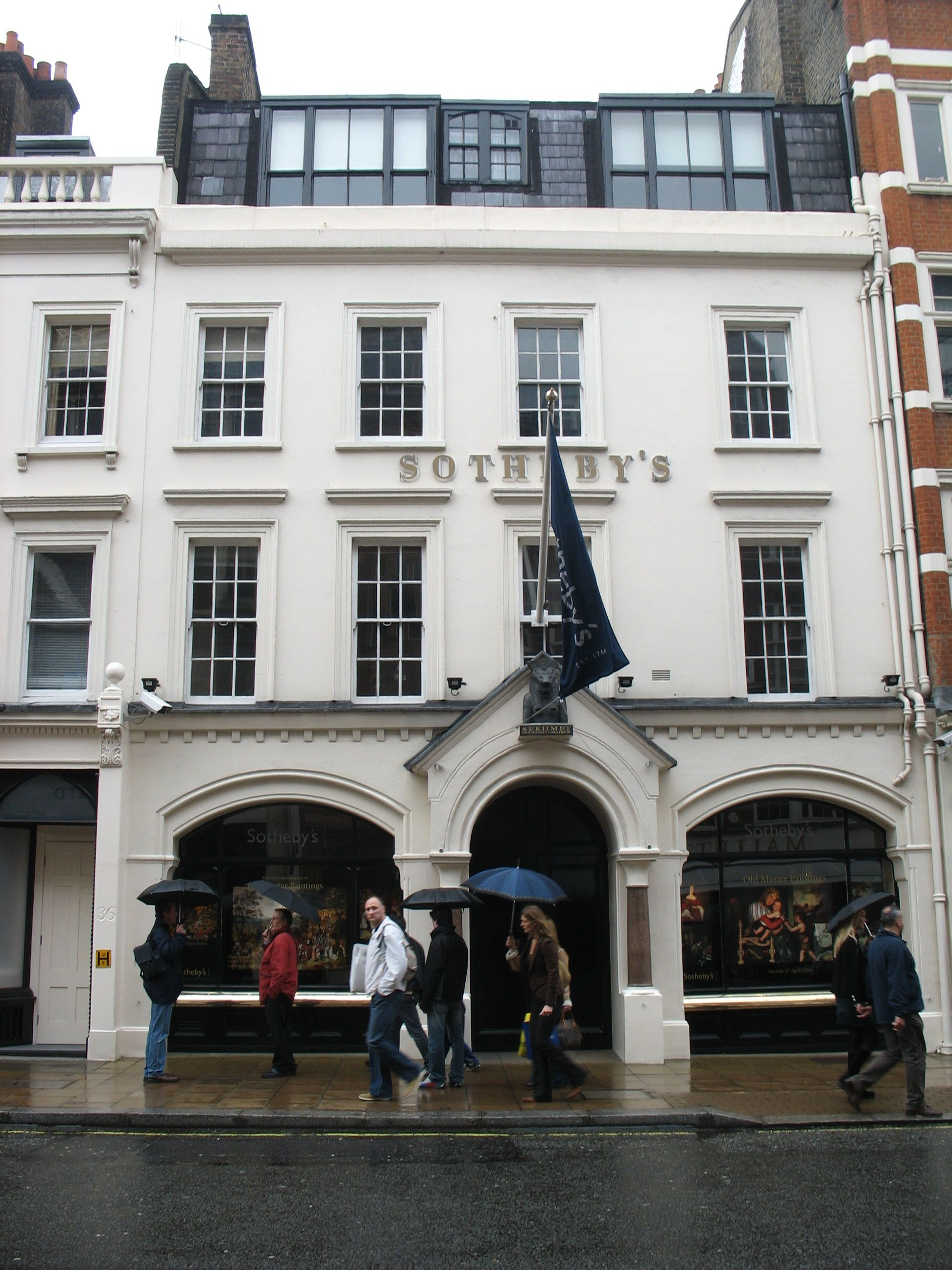
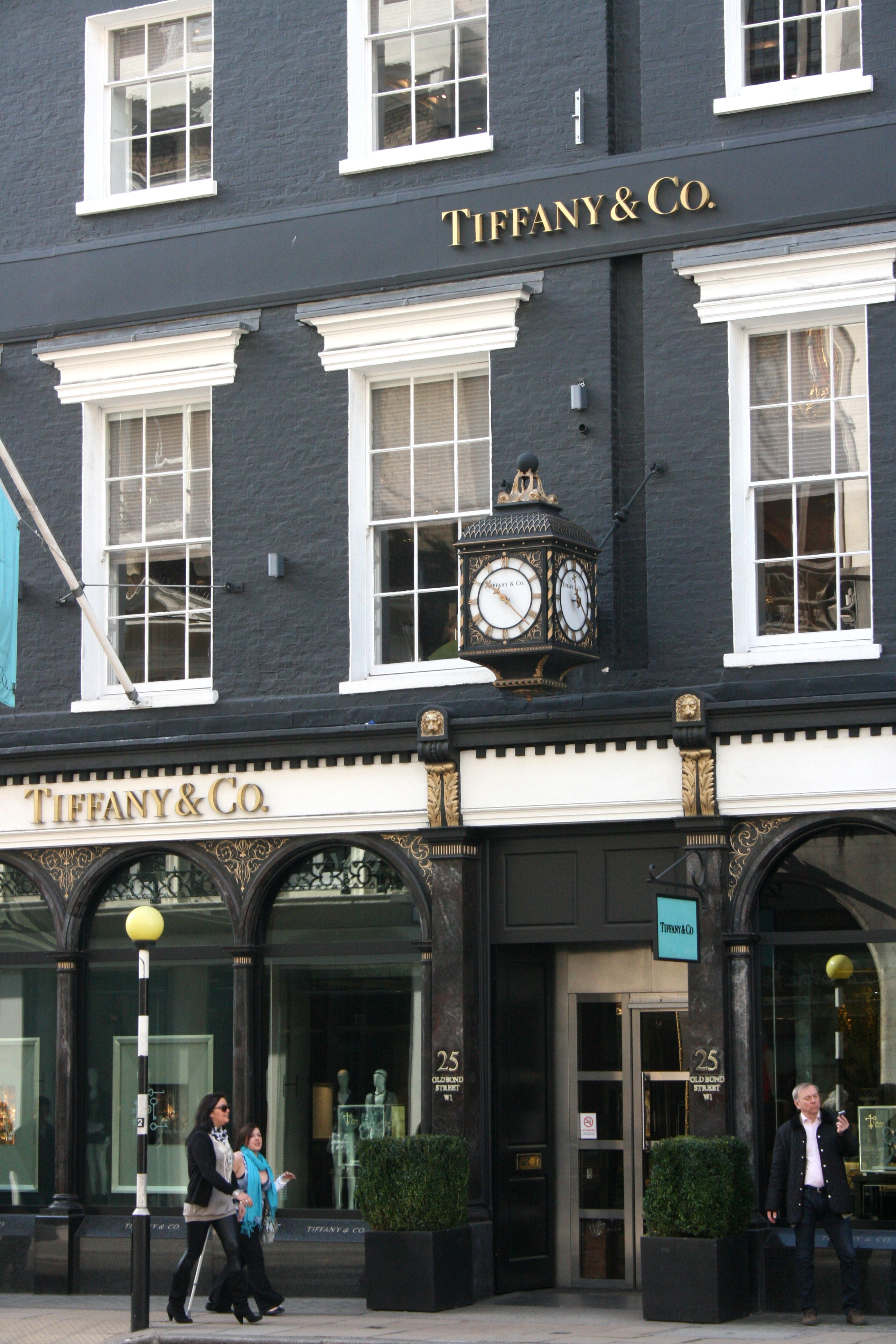